# ویندوز ۸٫۱
ویندوز ۸٫۱ (به انگلیسی: Windows 8.1) یک سیستم‌عامل از خانوادهٔ ویندوز ان‌تی شرکت مایکروسافت بود که نسخهٔ بعدی ویندوز ۸ بوده و با فاصلهٔ زمانی کمی از آن در دو نسخه ۶۴ بیت و ۳۲ بیت منتشر شده‌ بود. ویندوز ۸.۱ به صورت رایگان برای ویندوزهای ۸ و RT از راه فروشگاه ویندوز (Windows Store) در دسترس بود و مانند نسخه‌های قبلی ویندوز از ویندوز آپدیت نمی‌توان این نسخه را به دست آورد به این معنی که مانند بستهٔ خدماتی (سرویس پک) نیست.همچنین ماجرای منوی استارت کاشی مانند و تمام صفحه در آن تکرار شده است.
مایکروسافت پشتیبانی از ویندوز ۸.۱ را متوقف کرد.با توجه به پایان پشتیبانی از این ویندوز، توصیه ارتقا به ویندوز ۱۰ و ویندوز ۱۱ است؛ زیرا دیگر بروزرسانی‌های امنیتی را دارا نمی‌شود و سیستم را در معرض خطر ویروس‌ها، هکرها و بدافزار‌ها قرار می‌دهد. 

## ویژگی‌های تازه

### بوت مستقیم به سبک رومیزی
دارد 

### به‌روزرسانی خودکار برنامه‌ها
از این پس برنامه‌هایی که از فروشگاه نرم‌افزاری مایکروسافت را نصب کرده‌اید، پس از بروزرسانی از سوی برنامه‌نویسان به طور خودکار به روز می‌شود و نیازی به انجام این کار به نحوه دستی نخواهد بود. بدین ترتیب دیگر خبری از آیکون اپ‌استور مایکروسافت و نشان تعداد برنامه‌هایی که نیاز به روزرسانی دارند نخواهد بود.

### رابط کاربری
از این پس می‌توانید تصاویر زمینه بیشتر یا رنگ‌های جذاب‌تری را برای این صفحه در نظر بگیرید. حتی می‌توان اندازه کاشی‌های مترو را تغییر داد و با انتخاب چندین کاشی، دسته‌بندی تازه‌ای از آن‌ها را ساخت. یا خواهید توانست، شیوهٔ نمایش صفحهٔ آغازین را تغییر دهید. در این ویندوز گجت ها حذف شده است.

### بازگشت منوی start و خاموش کردن رایانه
منوی آغازی ویندوز ۷ دارای برخی ویژگی‌هایی بود که در نگاه نخست در میز کار ویندوز نبود. این ویژگی دوباره به ویندوز 8.1 بازگشته‌اند. با راست کلیک یا نگه داشتن این دکمه، می‌توانید به منوی «خاموش کردن» دستگاه نیز دسترسی پیدا کنید.

### تازه‌های سخت افزاری
ویندوز ۸.۱ پشتیبانی از چاپگر سه بعدی، جفت‌سازی چاپگر با ان‌اف‌سی، وای-فای دایرکت، جریان رسانه‌ای Miracast، اشتراک اینترنت (tethering) و NVMe را به خود افزوده است. همچنین ویندوز 8.1 در پاسخ به افزایش تراکم پیکسل در نمایشگرها این ویژگی را افزوده که می‌توان متن و عناصر گرافیکی را تا ۲۰۰٪ بزرگ کرد.

### به‌روزرسانی برنامه‌ها
اینترنت اکسپلورر ۱۱ از دید ظاهری بیشتر مانند نسخهٔ پیشین می‌باشد. و زبانه‌ها به پایین صفحه جابه‌جا شده‌است. مایکروسافت می‌کوشد بهره از این مرورگر را در ابزارهای قابل حمل ترویج دهد. قابلیت WebGL نیز پشتیبانی شده و مالکان تارنماها می‌توانند از آن در یک‌پارچه‌سازی محتوا با کاشی‌های زندهٔ ویندوز یاری بگیرند. همچنین در صفحهٔ آغازین می‌توان به فیدها دسترسی داشت.
ایکس باکس موزیک: نیز سراسر دگرگون ساخته است و رابط کاربری آن را به شکلی طراحی نموده تا تمرکز بر روی محتوا باشد. 

موزیک: دسترسی به موزیک مورد نظر کاربر به مراتب ساده‌تر از پیش شده‌است.

جستجوی بینگ: کافی است در هر جای صفحه پرس و جوهای خود را تایپ کنید، تا ویندوز نتایج جستجوی شما را تندتر در اینترنت، جستجوهای اخیر، تنظیمات سیستمی، فایل‌ها و دیگر اطلاعات نمایش دهد. اگر به دنبال اجرای برنامه‌ای خاص هستید، کافی است نام آن را تایپ کرده تا سریعاً به آن برسید. به نظر می‌رسد، رابط جستجو بیش از آنکه به محتوا تمرکز داشته باشد، به دنبال برنامه‌هاست. این برنامه همچنین قادر به یادگیری عادت‌ها الگوهای جستجوی کاربر است و خود را با آن تطبیق می‌دهد.